# 伊瓦什基夫卡 (波爾塔瓦州)
伊瓦什基夫卡（羅馬化：Ivashkivka）是烏克蘭已不存在的村莊，位於該國中部波爾塔瓦州，由波爾塔瓦區負責管轄，處於鲍里西夫卡附近，距離安德里伊夫卡0.5公里，1987年人口10。
1995年2月28日，波爾塔瓦州議會決定將伊瓦什基夫卡從定居點登記冊中刪除。